# Seznam dílů seriálu Strážce spravedlnosti
Toto je seznam dílů seriálu Strážce spravedlnosti.

## Přehled řad
| Řada | Díly | Premiéra v USA   | Premiéra v USA | Premiéra v ČR | Premiéra v ČR |
| Řada | Díly | První díl        | Poslední díl   | První díl     | Poslední díl  |
| ---- | ---- | ---------------- | -------------- | ------------- | ------------- |
| 1    | 13   | 6. července 2011 | 28. září 2011  | vysíláno      | vysíláno      |
| 2    | 13   | 4. července 2012 | 26. září 2012  | vysíláno      | vysíláno      |

## Seznam dílů

### První řada (2011)
| Č. v seriálu | Č. v řadě | Původní název          | Český název | Režie           | Scénář                     | Premiéra v USA    | Premiéra v ČR |
| ------------ | --------- | ---------------------- | ----------- | --------------- | -------------------------- | ----------------- | ------------- |
| 1            | 1         | Deadly Crossing        |             | Keoni Waxman    | Steven Seagal              | 6. července 2011  | vysíláno      |
| 2            | 2         | From Russia With Drugs |             | Keoni Waxman    | Steven Seagal a Joe Halpin | 13. července 2011 | vysíláno      |
| 3            | 3         | Black Magic            |             | Keoni Waxman    | Steven Seagal a Joe Halpin | 20. července 2011 | vysíláno      |
| 4            | 4         | Dark Vengeance         |             | Keoni Waxman    | Steven Seagal a Joe Halpin | 27. července 2011 | vysíláno      |
| 5            | 5         | Toxic E                |             | Wayne Rose      | Steven Seagal a Joe Halpin | 3. srpna 2011     | vysíláno      |
| 6            | 6         | Street Wars            |             | Wayne Rose      | Steven Seagal a Joe Halpin | 10. srpna 2011    | vysíláno      |
| 7            | 7         | Divided They Fall      |             | Wayne Rose      | Steven Seagal a Joe Halpin | 17. srpna 2011    | vysíláno      |
| 8            | 8         | Lethal Justice         |             | Wayne Rose      | Steven Seagal a Joe Halpin | 24. srpna 2011    | vysíláno      |
| 9            | 9         | Yakuza                 |             | Wayne Rose      | Steven Seagal a Joe Halpin | 31. srpna 2011    | vysíláno      |
| 10           | 10        | Brotherhood            |             | Wayne Rose      | Steven Seagal a Joe Halpin | 7. září 2011      | vysíláno      |
| 11           | 11        | Urban Warfare          |             | Keoni Waxman    | Steven Seagal a Joe Halpin | 14. září 2011     | vysíláno      |
| 12           | 12        | Diamonds in the Rough  |             | Keoni Waxman    | Steven Seagal a Joe Halpin | 21. září 2011     | vysíláno      |
| 13           | 13        | Payback                |             | Lauro Chartrand | Steven Seagal a Joe Halpin | 28. září 2011     | vysíláno      |

### Druhá řada (2012)
| Č. v seriálu | Č. v řadě | Původní název      | Český název | Režie           | Scénář                         | Premiéra v USA    | Premiéra v ČR |
| ------------ | --------- | ------------------ | ----------- | --------------- | ------------------------------ | ----------------- | ------------- |
| 14           | 1         | Vengeance is Mine  |             | Keoni Waxman    | Keoni Waxman                   | 4. července 2012  | vysíláno      |
| 15           | 2         | The Untouchables   |             | Keoni Waxman    | Keoni Waxman                   | 11. července 2012 | vysíláno      |
| 16           | 3         | Blood Alley        |             | Wayne Rose      | Richard Beattie a Keoni Waxman | 18. července 2012 | vysíláno      |
| 17           | 4         | All In             |             | Wayne Rose      | Richard Beattie a Keoni Waxman | 25. července 2012 | vysíláno      |
| 18           | 5         | Dirty Money        |             | Lauro Chartrand | Richard Beattie a Keoni Waxman | 1. srpna 2012     | vysíláno      |
| 19           | 6         | Violence of Action |             | Lauro Chartrand | Richard Beattie a Keoni Waxman | 8. srpna 2012     | vysíláno      |
| 20           | 7         | Toys in the Attic  |             | Wayne Rose      | Richard Beattie a Keoni Waxman | 15. srpna 2012    | vysíláno      |
| 21           | 8         | Angel of Death     |             | Wayne Rose      | Richard Beattie a Keoni Waxman | 22. srpna 2012    | vysíláno      |
| 22           | 9         | The Conversation   |             | Keoni Waxman    | Richard Beattie a Keoni Waxman | 29. srpna 2012    | vysíláno      |
| 23           | 10        | Dead Drop          |             | Keoni Waxman    | Richard Beattie a Keoni Waxman | 5. září 2012      | vysíláno      |
| 24           | 11        | The Cut-Out Man    |             | Keoni Waxman    | David C. Bernat a Keoni Waxman | 12. září 2012     | vysíláno      |
| 25           | 12        | Fired              |             | Wayne Rose      | Richard Beattie a Keoni Waxman | 19. září 2012     | vysíláno      |
| 26           | 13        | The Shot           |             | Wayne Rose      | Richard Beattie a Keoni Waxman | 26. září 2012     | vysíláno      |